# 크로스 앙쥬 천사와 용의 윤무
크로스 앙쥬 천사와 용의 윤무(일본어: クロスアンジュ 天使と竜の輪舞, Cross Ange: Rondo of Angels and Dragons는 선라이즈가 제작한 일본의 메카 애니메이션 텔레비전 시리즈이다. 2014년 10월부터 2015년 3월까지 방영되었다. 만화 각색판은 2014년 8월에 출판을 시작했다.

## 미디어

### 비디오 게임
플레이스테이션 비타용 액션 슈팅 게임 '크로스 앙쥬 천사와 용의 윤무'(Cross Ange: Rondo of Angels and Dragons tr.)가 2015년 5월 28일 출시되었다. 플레이어 캐릭터는 나오미이며 앙쥬가 아르제날에 도착하기 전 오리지널 애니메이션 시리즈에서 사망한 인물이다. 이 게임은 플레이어 선택에 따라 여러 엔딩을 보여준다. 크로스 앙쥬는 크로스오버 게임 슈퍼로봇대전 V와 슈퍼로봇대전 X에 포함되었다.